# Ioann Iarochevitch
Ioann Iarochevitch (Ixelles, 31 maggio 1989) è un cestista belga.

## Palmarès
- Campionato belga: 2

Spirou Charleroi: 2009-10, 2010-11
- Supercoppa del Belgio: 1

Spirou Charleroi: 2010